# Hoplodrina albirespersa
Hoplodrina albirespersa là một loài bướm đêm trong họ Noctuidae.